# Arquebisbat de Manaus
L'arquebisbat de Manaus (portuguès: Arquidiocese de Manaus; llatí: Archidioecesis Manaënsis) és una seu metropolitana de l'Església catòlica, que pertany a la regió eclesiàstica Norte 1. El 2013 tenia 1.426.762 batejats d'un total de 2.033.121 habitants. Actualment està regida per l'arquebisbe Sérgio Eduardo Castriani, C.S.Sp.

## Territori
L'arxidiòcesi comprèn vuit municipis de l'estat brasiler d'Amazones: Manaus, Careiro, Careiro da Várzea, Iranduba, Manaquiri, Novo Airão, Presidente Figueiredo i Rio Preto da Eva.
La seu arxiepiscopal és la ciutat de Manaus, on es troba la catedral de la Immaculada Concepció.
El territori s'estén sobre 91.631 km² i està dividit en 84 parròquies.

### Província eclesiàstica
La província eclesiàstica de Manaus, instituïda el 1952, comprèn les següents diòcesis sufragànies:
- bisbat de l'Alto Solimões,
- prelatura territorial de Borba,
- bisbat de Coari,
- bisbat de Cruzeiro do Sul,
- prelatura territorial d'Itacoatiara,
- bisbat de Parintins,
- bisbat de Rio Branco,
- bisbat de Roraima,
- bisbat de São Gabriel da Cachoeira,
- prelatura territorial de Tefé.

## Història
La diòcesi d'Amazonas va ser erigida el 27 d'abril de 1892 mitjançant la butlla Ad universas orbis del Papa Lleó XIII, prenent el territori de la diòcesi de Belém do Pará (avui arxidiòcesi). Originàriament era sufragània de l'arquebisbat de San Salvador de Bahia.
L'1 de maig de 1906 va passar a formar part de la província eclesiàstica de l'arxidiòcesi de Belém do Pará.
La diòcesi era immensa i comprenia bona part de l'Amazònia, fins als límits fronterers amb Veneçuela, Colòmbia, Perú i Bolívia.
Successivament el territori va ser dividit amb el naixement de diverses circumscripcions eclesiàstiques: l'abadia territorial de Nossa Senhora do Monserrate do Rio de Janeiro el 1907 (avui suprimida); les prefectures apostòliques de l'Alto Solimões (avui diòcesi) i de Tefé (avui prelatura territorial) el 1910; la prelatura territorial d'Acre e Purus (avui bisbat de Rio Branco) el 1919; la prelatura territorial de Porto Velho (avui arxidiòcesi) i de Lábrea el 1925; la prelatura territorial de Parintins (avui diòcesi) el 1955; la prelatura territorial d'Humaitá (avui diòcesi) el 1961; les prelatures territorials de Borba, de Coari (avui diòcesi) i d'Itacoatiara el 1963.
El 16 de febrer de 1952, en virtut de la butlla Ob illud del Papa Pius XII, la diòcesi va ser elevada al rang d'arxidiòcesi metropolitana, assumint el seu nom actual.

## Cronologia arxiepiscopal
- José Lourenço da Costa Aguiar † (16 de gener de 1894 - 5 de juny de 1905 mort)
- Frederico Benício de Souza e Costa † (8 de gener de 1907 - 16 d'abril de 1914 renuncià)
- João Irineu Joffily (Joffly) † (4 de maig de 1916 - 27 de març de 1924 nomenat arquebisbe de Belém do Pará)
- José Maria Perreira Lara † (27 de març de 1924 - 18 de desembre de 1924 nomenat bisbe de Santos)
- Basilio Manuel Olimpo Pereira, O.F.M. † (1 de maig de 1925 - 22 de març de 1941 renuncià)
- José da Matha de Andrade y Amaral † (12 de maig de 1941 - 20 de març de 1948 nomenat bisbe de Niterói)
- Alberto Gaudêncio Ramos † (30 d'agost de 1948 - 9 de maig de 1957 nomenat arquebisbe de Belém do Pará)
- João de Souza Lima † (16 de gener de 1958 - 21 d'abril de 1980 renuncià)
- Milton Corrêa Pereira † (5 de març de 1981 - 23 de maig de 1984 mort)
- Clóvis Frainer, O.F.M.Cap. (5 de gener de 1985 - 22 de maig de 1991 nomenat arquebisbe de Juiz de Fora)
- Luiz Soares Vieira (13 de novembre de 1991 - 12 de desembre de 2012 jubilat)
- Sérgio Eduardo Castriani, C.S.Sp., (12 de desembre de 2012 - 27 de novembre de 2019 renuncià)
- Leonardo Ulrich Steiner, des del 27 de novembre de 2019

## Estadístiques
A finals del 2013, la diòcesi tenia .426.762 batejats sobre una població de 2.033.121 persones, equivalent al 70,2% del total.
| any  | població  | població  | població | sacerdots | sacerdots       | sacerdots       | sacerdots             | diàques | religiosos | religiosos | parroquies |
| ---- | --------- | --------- | -------- | --------- | --------------- | --------------- | --------------------- | ------- | ---------- | ---------- | ---------- |
| any  | batejats  | total     | %        | total     | clergat secular | clergat regular | batejats por sacerdot | diàques | homes      | dones      |            |
| 1950 | 281.000   | 310.000   | 90,6     | 66        | 13              | 53              | 4.257                 |         | 55         | 126        | 21         |
| 1964 | 219.555   | 243.950   | 90,0     | 54        | 18              | 36              | 4.065                 |         | 41         | 155        | 12         |
| 1968 | 295.085   | 316.466   | 93,2     | 53        | 11              | 42              | 5.567                 |         | 54         | 231        | 12         |
| 1976 | 456.950   | 571.250   | 80,0     | 77        | 13              | 64              | 5.934                 |         | 99         | 175        | 22         |
| 1977 | 602.440   | 753.050   | 80,0     | 72        | 21              | 51              | 8.367                 |         | 77         | 164        | 29         |
| 1990 | 936.000   | 1.178.000 | 79,5     | 99        | 16              | 83              | 9.454                 | 1       | 166        | 143        | 51         |
| 1999 | 1.137.685 | 1.300.000 | 87,5     | 110       | 35              | 75              | 10.342                |         | 85         | 133        | 52         |
| 2000 | 1.483.250 | 1.900.000 | 78,1     | 92        | 52              | 40              | 16.122                |         | 97         | 152        | 52         |
| 2001 | 1.300.000 | 1.600.000 | 81,3     | 125       | 42              | 83              | 10.400                |         | 95         | 171        | 52         |
| 2002 | 1.200.000 | 1.405.835 | 85,4     | 123       | 40              | 83              | 9.756                 |         | 95         | 171        | 52         |
| 2003 | 1.200.000 | 1.405.835 | 85,4     | 122       | 39              | 83              | 9.836                 |         | 95         | 171        | 53         |
| 2004 | 1.200.000 | 1.405.835 | 85,4     | 125       | 42              | 83              | 9.600                 | 3       | 95         | 171        | 53         |
| 2011 | 1.331.000 | 1.551.000 | 85,8     | 163       | 48              | 115             | 8.165                 | 16      | 127        | 171        | 82         |
| 2013 | 1.426.762 | 2.033.121 | 70,2     | 142       | 56              | 86              | 10.047                | 34      | 98         | 171        | 84         |